# Aixecada del ninot
L'acte de l'Aixecada del Ninot se celebra cada 28 de desembre a Tremp, Pallars Jussà. Aquest acte se celebra des del 1976, és a dir, l'Aixecada del Ninot té un recorregut de més de 40 anys, una tradició diferent de commemorar el dia dels Sants Innocents durant les festes de Nadal. L'entitat organitzadora és La Casa del Sol Naixent de Tremp.
Aquesta festa es porta a terme a la Plaça de la Creu, situada davant de l'Ajuntament de Tremp.
Amb la coneguda llufa gegant de 6 x 6 metres, construïda amb cartó, fustes i diaris i penjada del campanar de la basílica de Tremp, es canta una cançó. Amb aquesta, la llufa puja i baixa fins a arribar al terra, on es crema davant de tot el poble com a símbol metafòric. Antigament la majoria d'infants portaven una espelma per a iniciar conjuntament la fogata de la Llufa gegant.
Prèviament a la baixada del ninot els organitzadors realitzen un espectacle o cercavila per a animar als ciutadans i visitants del poble de Tremp amb la voluntat de convertir aquest acte en una festa popular on tothom hi participa.
Al final de l'acte l'entitat organitzadora amb la col·laboració d'altres entitats, institucions i comerços, reparteix coca amb xocolata desfeta per a tothom.